# Per Fredrik Heffner
Per Fredrik Heffner, född 29 september 1788 i Ronneby, död 8 augusti 1873 i Sundsvall, var en svensk affärsman och grundare av Heffners sågverk. Han var en pionjär inom trävarubranschen då han valde att förutom sågverk även äga skog eller avverkningsrätter för att säkra råvarutillgången.
Per Fredrik Heffner gjorde affärsmannapraktik i England. År 1819 lämnade han England och etablerade sig i Sundsvall. Han tog över Joseph Krancks trävaruaffärer och förutom att äga sågverk köpte han även skogsposter för att kunna försörja sina sågverk. I bolaget Heffner & Co samlades skog, sågar och handel. År 1827 och 1859 tvingades han sälja sina skogsinnehav för att rädda sin verksamhet. År 1868 byggde Heffner en stor ångsåg och 1887 ombildades verksamheten till Heffners AB. Verksamheten växte och blev en betydande näring i Sundsvall och samhället Skönsberg bildades. Vid sågen byggdes kontor, bostäder samt Heffners herrgård. Sonen Fredrik August Åslund tog tillsammans med Magnus Arhusiander över faderns trävaruverksamhet.